# Aleksiej Kowalow

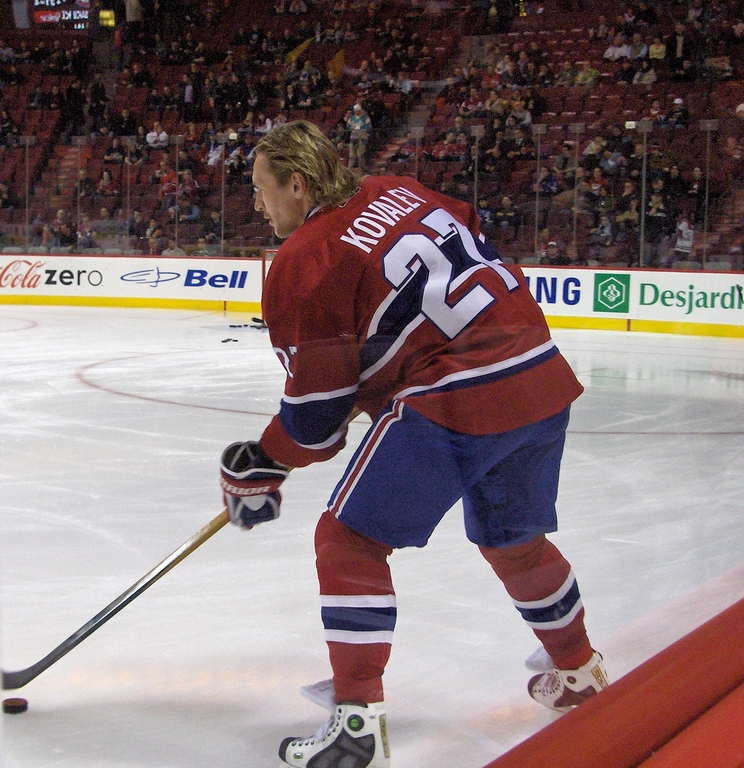
Aleksiej Kowalow w barwach Montreal Canadiens podczas rozgrzewki przedmeczowej (2009).

Aleksiej Wjaczesławowicz Kowalow (ros. Алексей Вячеславович Ковалёв; ur. 24 lutego 1973 w Togliatti) – rosyjski hokeista, reprezentant WNP i Rosji, trener.

## Kariera zawodnicza
- Dinamo Moskwa (1989–1992)
- New York Rangers (1992–1998)
  -  Binghamton Rangers (1992–1993)
  -  Łada Togliatti (1993–1994)
- Pittsburgh Penguins (1998–2003)
- New York Rangers (2003–2004)
- Montréal Canadiens (2004)
- Ak Bars Kazań (2004–2005)
- Montréal Canadiens (2005–2009)
- Ottawa Senators (2009–2011)
- Pittsburgh Penguins (2011)
- Atłant Mytiszczi (2011–2012)
- Florida Panthers (2013)
- EHC Visp (2013–2014, 2016)

Wychowanek Łady Togliatti. Zadebiutował w lidze NHL od sezonu 1992/93, mimo że już w 1991 został wybrany w drafcie w 1. rundzie z numerem 15 przez New York Rangers (jako pierwszy Rosjanin w historii wybrany w pierwszej rundzie draftu). Pod koniec sezonu 1992/93 został oddany do drużyny filialnej, jednak już w kolejnym sezonie wrócił do składu drużyny New York Rangers. W 1994 odszedł do ligi rosyjskiej, ale już w połowie sezonu powrócił do NHL, gdzie grał do 1998. W 1998 Aleksiej Kowalow przeniósł się do klubu Pittsburgh Penguins, gdzie grał do 2003. W sezonie 2003/2004 odszedł na krótko do swego dawnego zespołu New York Rangers, jednak jeszcze w tym samym sezonie przeniósł się do Montréal Canadiens. W czasie lokautu NHL występował w lidze rosyjskiej. W sezonie 2005/2006 wrócił do drużyny z Montrealu, gdzie grał z powodzeniem do 2009, kiedy odszedł do innego kanadyjskiego klubu Ottawa Senators. W trakcie sezonu 2010/2011, Kowalow „tradycyjnie” już przeniósł się do klubu, w którym występował w przeszłości – tym razem do Pittsburgh Penguins. Po zakończeniu sezonu, w lipcu 2011 po raz drugi w karierze powrócił do Rosji i podpisał kontrakt z klubem ligi KHL, Atłant Mytiszczi. Występował w nim do 2012. Od stycznia 2013 na okres próby zawodnik Florida Panthers. Po rozegraniu 27 spotkań, w marcu 2013 pierwotnie poinformował o zakończeniu kariery zawodniczej. W czerwcu podpisał roczny kontrakt ze szwajcarskim klubem EHC Visp (rozgrywki National League B). W miejscowości Visp zamierza założyć i prowadzić szkółkę hokejową dla dzieci. Na początku lipca 2014 poinformował o definitywnym zakończeniu kariery zawodniczej. Objął stanowisko menedżera klubu EHC Visp, a w październiku 2016, w trybie nagłym powrócił do składu jego drużyny wskutek kontuzji amerykańskiego zawodnika Williama Rapuzzi.
Reprezentant ZSRR (kadry juniorskie) oraz WNP i Rosji. Uczestniczył w turniejach mistrzostw świata w 1992, 1998, 2005, na zimowych igrzyskach olimpijskich 1992, 2002, 2006 oraz Pucharu Świata 1996, 2004.

## Kariera trenerska
W sezonach KHL (2018/2019) i KHL (2019/2020) był asystentem trenera w chińskim klubie Kunlun Red Star. W lipcu 2020 mianowany głównym trenerem Kunlunu. Jego pomocnikami w sztabie zostali Wiaczesław Kozłow i Igor Ulanow. We wrześniu 2020 z powodu choroby Kowalowa stanowisko pierwszego trenera objął zastępczo Ulanow.

## Sukcesy
Reprezentacyjne
- Srebrny medal mistrzostw Europy juniorów do lat 18: 1990, 1991 z ZSRR
- Złoty medal igrzysk olimpijskich: 1992 z WNP
- Złoty medal mistrzostw świata juniorów do lat 20: 1992 z Rosją
- Brązowy medal igrzysk olimpijskich: 2002 z Rosją
- Brązowy medal mistrzostw świata: 2005 z Rosją

Klubowe
- Złoty medal mistrzostw ZSRR: 1992 z Dinamem Moskwa
- Mistrzostwo dywizji NHL: 1994 z New York Rangers, 2008 z Montreal Canadiens
- Mistrzostwo konferencji: 1994 z New York Rangers
- Prince of Wales Trophy: 1994 z New York Rangers
- Presidents’ Trophy: 1994 z New York Rangers
- Puchar Stanleya: 1994 z New York Rangers
- Złoty medal National League B: 2014 z EHC Visp

Indywidualne
- Mistrzostwa Europy juniorów do lat 18 w hokeju na lodzie 1991:
  - Drugie miejsce w klasyfikacji strzelców turnieju: 8 goli
  - Czwarte miejsce w klasyfikacji kanadyjskiej turnieju: 11 punktów[9]
  - Skład gwiazd turnieju
  - Najlepszy napastnik turnieju
- Mistrzostwa świata juniorów do lat 20 w 1992:
  - Skład gwiazd turnieju
- NHL (2000/2001):
  - NHL All-Star Game
- Hokej na lodzie na Zimowych Igrzyskach Olimpijskich 2002:
  - Pierwsze miejsce w klasyfikacji +/− turnieju: +9 (ex aequo) z Chrisem Cheliosem i Joe Sakicem
- NHL (2002/2003):
  - NHL All-Star Game
- Mistrzostwa Świata w Hokeju na Lodzie 2005:
  - Najlepszy napastnik turnieju
- NHL (2007/2008):
  - Drugi skład gwiazd
- NHL (2008/2009):
  - NHL All-Star Game
  - Najbardziej Wartościowy Zawodnik (MVP) Meczu Gwiazd

Wyróżnienia
- Zasłużony Mistrz Sportu ZSRR w hokeju na lodzie: 1992
- Rosyjska Galeria Hokejowej Sławy: 2014